# Tugtupit
Tugtupit, auch als Beryllosodalith oder Rentierstein bekannt, ist ein selten vorkommendes Mineral aus der Mineralklasse der „Silikate und Germanate“ mit der chemischen Zusammensetzung Na4[Cl|BeAlSi4O12] und ist damit chemisch gesehen ein Natrium-Beryllium-Aluminium-Silikat mit zusätzlichen Chlorionen.
Tugtupit kristallisiert im tetragonalen Kristallsystem, entwickelt aber nur selten Kristalle im Millimeterbereich mit einem glasähnlichen Glanz auf den Oberflächen. Meist findet er sich in Form von körnigen bis massigen Mineral-Aggregaten bis etwa 10 cm Größe.
In reiner Form ist Tugtupit farblos und durchsichtig. Durch vielfache Lichtbrechung aufgrund von Gitterbaufehlern oder polykristalliner Ausbildung kann er aber auch weiß erscheinen, wobei die Transparenz entsprechend abnimmt. Durch Fremdbeimengungen kann Tugtupit zudem eine rosa, karminrote, bläuliche oder grünliche Farbe annehmen.

## Etymologie und Geschichte

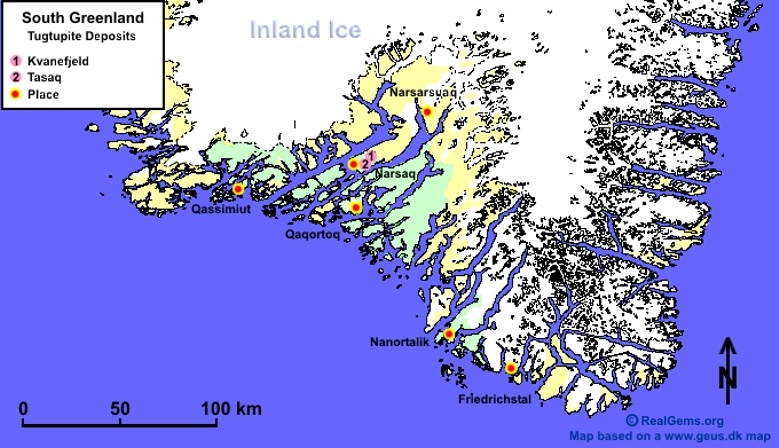
Das Fundgebiet von Tugtupit in Süd-Grönland

Beschrieben wurde das Mineral erstmals 1960 durch E. I. Semenov und A. V. Bykova, die es als Beryllosodalite (deutsch Beryllosodalith) bezeichneten. Im gleichen Jahr beschrieb auch Henning Sørensen das Mineral, das in Klüften albitreicher Adern von Tugtup Agtakôrfia (auch Tuttup Attakoorfia) in dem zum Ilimmaasaq-Komplex gehörenden Tunulliarfik Fjord (auch Tunugdliarfik) im Südwesten Grönlands entdeckt worden war, empfahl aber, das Mineral als Tugtupit zu bezeichnen, da es sich in Zusammensetzung und Kristallographie deutlich von Sodalith unterscheidet. Den Namen wählte Sørensen in Anlehnung an die Typlokalität des Minerals. Er wies zudem darauf hin, dass Semenov und Bykova ein ähnliches Mineral aus Lowosero beschrieben hatten.
Die grönländischen Inuit sollen diesen Stein allerdings schon seit Jahrhunderten gekannt und ihn nach dem Blut von Rentieren (grönländisch „tuttu“) benannt haben.
Tugtupit wurde während der Gründungsphase der International Mineralogical Association (IMA) erstbeschrieben und hat daher noch keine IMA-Nummer, sondern erhielt zusammen mit anderen Mineralen eine nachträgliche Anerkennung von mehr als 60 % der Kommissionsmitglieder für neue Minerale, Nomenklatur und Klassifikation (CNMNC). In einem zusammenfassenden Report wurde die Anerkennung 1967 publiziert. Infolgedessen wird das Mineral unter der Summenanerkennung „1967 s.p.“ (special procedure) geführt. Die seit 2021 ebenfalls von der IMA/CNMNC anerkannte Kurzbezeichnung (auch Mineral-Symbol) von Tugtupit lautet „Ttp“.
Das Typmaterial des Minerals soll sich in der Mineralogischen Sammlung der Universität Kopenhagen in Dänemark unter der Katalog-Nummer 1970.276 und im Natural History Museum in London unter der Katalognummer 967,394. befinden. Allerdings werden diese Aufbewahrungsorte nicht vom Typmineralkatalog der IMA bestätigt.

## Klassifikation
In der veralteten 8. Auflage der Mineralsystematik nach Strunz gehörte der Tugtupit zur Mineralklasse der „Silikate“ und dort zur Abteilung „Gerüstsilikate (Tektosilikate)“, wo er gemeinsam mit Haüyn, Lasurit, Nosean und Sodalith in der „Sodalith-Nosean-Reihe“ mit der Systemnummer VIII/F.07 steht.
In der zuletzt 2018 überarbeiteten Lapis-Systematik nach Stefan Weiß, die formal auf der alten Systematik von Karl Hugo Strunz in der 8. Auflage basiert, erhielt das Mineral die System- und Mineralnummer VIII/J.11-050. Dies entspricht ebenfalls der Abteilung „Gerüstsilikate“, wo Tugtupit zusammen mit Bicchulith, Haüyn, Hydrosodalith, Kamaishilith, Lasurit, Nosean, Sodalith, Tsaregorodtsevit und Vladimirivanovit die „Sodalithgruppe“ mit der Systemnummer VIII/J.11 bildet.
Die von der IMA zuletzt 2009 aktualisierte 9. Auflage der Strunz’schen Mineralsystematik ordnet den Tugtupit in die erweiterte Klasse der „Silikate und Germanate“ und dort in die bereits feiner unterteilte Abteilung „Gerüstsilikate (Tektosilikate) ohne zeolithisches H2O“ ein. Diese ist weiter unterteilt nach der möglichen Anwesenheit zusätzlicher Anionen, sodass das Mineral entsprechend seiner Zusammensetzung in der Unterabteilung „Gerüstsilikate (Tektosilikate) mit zusätzlichen Anionen“ zu finden, wo es zusammen mit Bicchulith, Danalith, Genthelvin, Haüyn, Helvin, Kamaishilith, Lasurit, Nosean, Sodalith und Tsaregorodtsevit die „Sodalith-Danalith-Gruppe“ mit der Systemnummer 9.FB.10 bildet.
In der vorwiegend im englischen Sprachraum gebräuchlichen Systematik der Minerale nach Dana hat Tugtupit die System- und Mineralnummer 76.02.03.07. Auch das entspricht der Klasse der „Silikate“ und dort der Abteilung „Gerüstsilikate: Al-Si-Gitter“. Hier findet er sich innerhalb der Unterabteilung „Gerüstsilikate: Al-Si-Gitter, Feldspatvertreter und verwandte Arten“ in der „Sodalithgruppe“, in der auch Sodalith, Nosean, Haüyn, Lasurit, Bicchulith, Kamaishilith und Tsaregorodtsevit eingeordnet sind.

## Kristallstruktur
Tugtupit kristallisiert tetragonal in der Raumgruppe I4 (Raumgruppen-Nr. 82) mit den Gitterparametern a = 8,64 Å und c = 8,87 Å sowie zwei Formeleinheiten pro Elementarzelle.

## Eigenschaften
Im Tageslicht reicht das Farbspektrum von Tugtupit von weiß über pink bis zu einem tiefen Rot. Sehr selten werden auch bläuliche Steine gefunden. Die rote Farbe resultiert aus kleinen Mengen Schwefel im Tugtupit. Wenn ein blasser Tugtupit dem UV-Licht oder dem Sonnenlicht ausgesetzt wird, verstärkt sich das Rot. Diese Farbvertiefung kann wochenlang andauern. In der Dunkelheit verblasst das Rot wieder (Photochromie). Tugtupite können auch auf Wärme reagieren.
Tugtupit ist bekannt für seine ausgezeichnete Fluoreszenz. Unter kurzwelligem UV-Licht leuchtet das Mineral kirschrot, unter langwelligem UV-Licht mehr oder weniger stark orange. Dunkelroter Tugtupit aus dem Kvanefjeld-Gebiet zeigt die stärkste Reaktion auf UV-Licht. Dieser Tugtupit zeigt keine Phosphoreszenz. Blassrosa Tugtupit aus dem Taseq-Gebiet zeigt eine andere UV-Reaktion: ein schwächeres Rot unter kurzwelligem UV, Lachs-Orange unter langwelligem UV und Pink-Violett unter mittelwelligem UV. Dieser Tugtupit zeigt eine starke, weißliche Phosphoreszenz. Wieder anders reagieren Steine von anderen Fundgebieten im Ilimmaasaq-Komplex: ein Pink-Orange unter kurzwelligem UV, ein sehr helles Weiß unter mittelwelligem UV und Orange unter langwelligem UV, dabei auch phosphoreszierend.
Des Weiteren hat Tugtupit piezoelektrische Eigenschaften, baut also ähnlich wie Quarz bei periodisch wechselnder, elastischer Verformung eine elektrische Spannung auf.
Die Angabe der Mohs’schen Härte wird je nach Quelle mit 4 bzw. 5,5 bis 6 angegeben.

## Bildung und Fundorte
Tugtupit bildet sich vorwiegend in Hydrothermal-Adern von Syenit-Pegmatiten, wo es den Chkalovit ersetzt.
Das Vorkommen beschränkt sich auf ein 8 × 17 km großes Gebiet im Süden Grönlands, den Ilimmaasaq-Komplex. Dort finden sich mehr als 250 unterschiedliche Mineralien (Grönland: mehr als 500 Mineralien, mit 77 Typlokalitäten). Hier wurde 1957 der erste Tugtupit gefunden: in Tuttup Attakoorfia, am nördlichen Ufer des Fjords Tunulliarfik, der diese Nephelin-Syenit-Intrusion durchschneidet. Die kleine Stadt Narsaq liegt 11 km westlich des Zentrums des Ilimmaasaq-Komplexes. Das Gebiet ist nur spärlich mit niedrigen Pflanzen bewachsen, sehr verwittert und steigt von SO nach NW an. Der Ilimmaasaq (1390 m) ist die höchste Erhebung des Komplexes. Das Fundgebiet kann nur in den Sommermonaten zu Fuß erreicht werden.
Tugtupit wird auch noch in Mont-Saint-Hilaire (Québec, Kanada) und im Lovozero-Massiv auf der Halbinsel Kola im Norden Russlands gefunden. Das United States Geological Survey berichtet, dass größere Mengen Tugtupit in Flüssen Nepals gefunden worden sind.

## Verwendung
Durchscheinende oder transparente, tiefrote (im Tageslicht) Steine aus der Region Kvanefjeld werden zu Schmucksteinen verarbeitet (Ringe, Anhänger usw.). Inuit-Künstler bessern sich ihr Einkommen auf, indem sie die Rohsteine schleifen, polieren und dann verkaufen. Gute Tugtupite sind relativ durchscheinend und ohne sonstige sichtbare Einschlüsse von Fremdmineralien. Die besten Steine sind fast transparent, kräftig rot und von Edelstein-Enthusiasten sehr gesucht. Allerdings muss man die geringe Mohs-Härte berücksichtigen. Tugtupite sollten daher nicht in alltäglich gebrauchten Ringen verwendet werden. Nur Grönland kann den internationalen Markt mit ausreichenden Mengen wertvollen, manchmal tiefroten und sehr gesuchten Tugtupits versorgen.